# Centrale-plaatsentheorie
De centrale-plaatsentheorie is een theorie over de spreiding van marktgebieden (stedelijke invloedssferen of verzorgingsgebieden) van de Duitse geograaf Walter Christaller. 

Animatie van de centrale-plaatsentheorie

Voor de ontwikkeling van de Centrale-plaatsentheorie vormt het werk van Christaller (1893-1969) het klassiek geworden begin. In 1933 publiceerde Christaller zijn theorie over de spreiding en grootte van nederzettingen onder de titel: Die zentralen Orte in Süddeutschland. Eine ökonomisch-geographische Untersuchung über die Gesetzmässigkeit der Verbreitung und Entwicklung der Siedlungen mit städtischen Funktionen. 

## Uitgangspunten
Christaller wilde met zijn studie een verklaring vinden voor de opmerkelijke regelmatigheid in de ruimtelijke spreiding van nederzettingen met een stedelijk karakter in het Zuid-Duitsland van de jaren dertig van de 20e eeuw. Voor het opstellen van een algemene wetmatigheid formuleerde hij een aantal vooronderstellingen: 
1. De aanwezigheid van een isotrope vlakte, dat wil zeggen een ruimte die homogeen is ten aanzien van eigenschappen als bevolkingsdichtheid, reliëf, bodem etc. en die in alle richtingen even goed toegankelijk is. Een ruimte dus met een uniform transportoppervlak zonder belemmeringen, waardoor alleen de afstand de transportkosten bepaalt.
2. De agrarische bevolking van het gebied woont in op gelijke afstand van elkaar liggende boerderijen. De verzorgende functies (zoals bakkers, smederijen, banken etc.) bevinden zich in de centraal gelegen dorpen of steden.
3. In het gebied heerst volledige mededinging. Geen van de aanbieders van producten of diensten heeft een bepaald concurrentievoordeel. Er is sprake van het aanbod van een homogeen product door een groot aantal aanbieders aan een groot aantal vragers. Homogeen wil in dit verband zeggen dat de vrager geen voorkeur heeft voor één bepaalde aanbieder (op grond van kwaliteit en service). Uitsluitend de prijs is bepalend en die prijs verschilt voor de consument door het verschil in reiskosten.
4. Producenten en consumenten handelen rationeel en zijn volledig geïnformeerd (homo oeconomicus).
5. Het aantal verkooppunten zal minimaal zijn om een optimale omzet te waarborgen.
6. Consumenten proberen de transportkosten zo laag mogelijk te houden en gaan dus naar het dichtstbijzijnde verkooppunt.

Zodoende is er een verband tussen de grootte van een centrale plaats en de grootte van het verzorgingsgebied, de bevolking en het inkomen in dit gebied. Hoe groter de centrale plaats, hoe groter de verscheidenheid aan functies en hoe groter ook het verzorgingsgebied van die plaats. Grotere centrale plaatsen hebben een hoger functieniveau (gespecialiseerde boekwinkels bijvoorbeeld vinden we doorgaans niet in kleine dorpen).

## Kritiek
Later is er kritiek gekomen op dit centrale-plaatsenmodel. De vergaande reductie van de omstandigheden in de werkelijkheid tot enkele variabelen is een voor de hand liggend kritiekpunt. Verder houdt de theorie geen rekening met de stedelijke multifunctionaliteit en de daarmee samenhangende voordelen. 
Ondanks al het onderzoek kan men momenteel nog steeds niet beschikken over een realistische centrale-plaatsentheorie. De toetsing van deze theorie is erg ingewikkeld doordat er rekening gehouden moet worden met: 
- persoonsgebonden voorkeuren en percepties van consumenten
- het gegeven dat steden in veel opzichten uniek zijn, terwijl de centrale-plaatsentheorie uitgaat van identieke centra.

## Gebruik in Nederland
In de Nederlandse planning heeft het Christallermodel een rol gespeeld bij de ruimtelijke inrichting van de Noordoostpolder. Later werd (en wordt) het model gebruikt voor de indeling van verschillende typen winkelcentra over steden en gebieden. Het verliest echter ook daar zijn waarde, door de opkomst van nieuwe winkelvormen zoals Perifere Detailhandelsvestigingen (PDV's), Grootschalige Detailhandelsvestigingen (GDV's) en Factory Outlet Centers, die zich niet houden aan dit model.